# Micro-gestion (jeu vidéo)
Pour la micro-gestion dans l'entreprise, voir Micromanagement.
 (mars 2023).
Si vous disposez d'ouvrages ou d'articles de référence ou si vous connaissez des sites web de qualité traitant du thème abordé ici, merci de compléter l'article en donnant les références utiles à sa vérifiabilité et en les liant à la section « Notes et références ».
Dans les jeux vidéo, la micro-gestion décrit les opérations que le joueur doit faire manuellement sur des petits éléments détaillés du gameplay. On en trouve dans une large gamme de jeux dont les jeux de stratégie, les jeux de gestion ou les simulateurs de vie. La micro-gestion a été un sujet de débat controversé, certains joueurs la trouvant passionnante et d'autres fastidieuse.